# Głownia pyląca jęczmienia

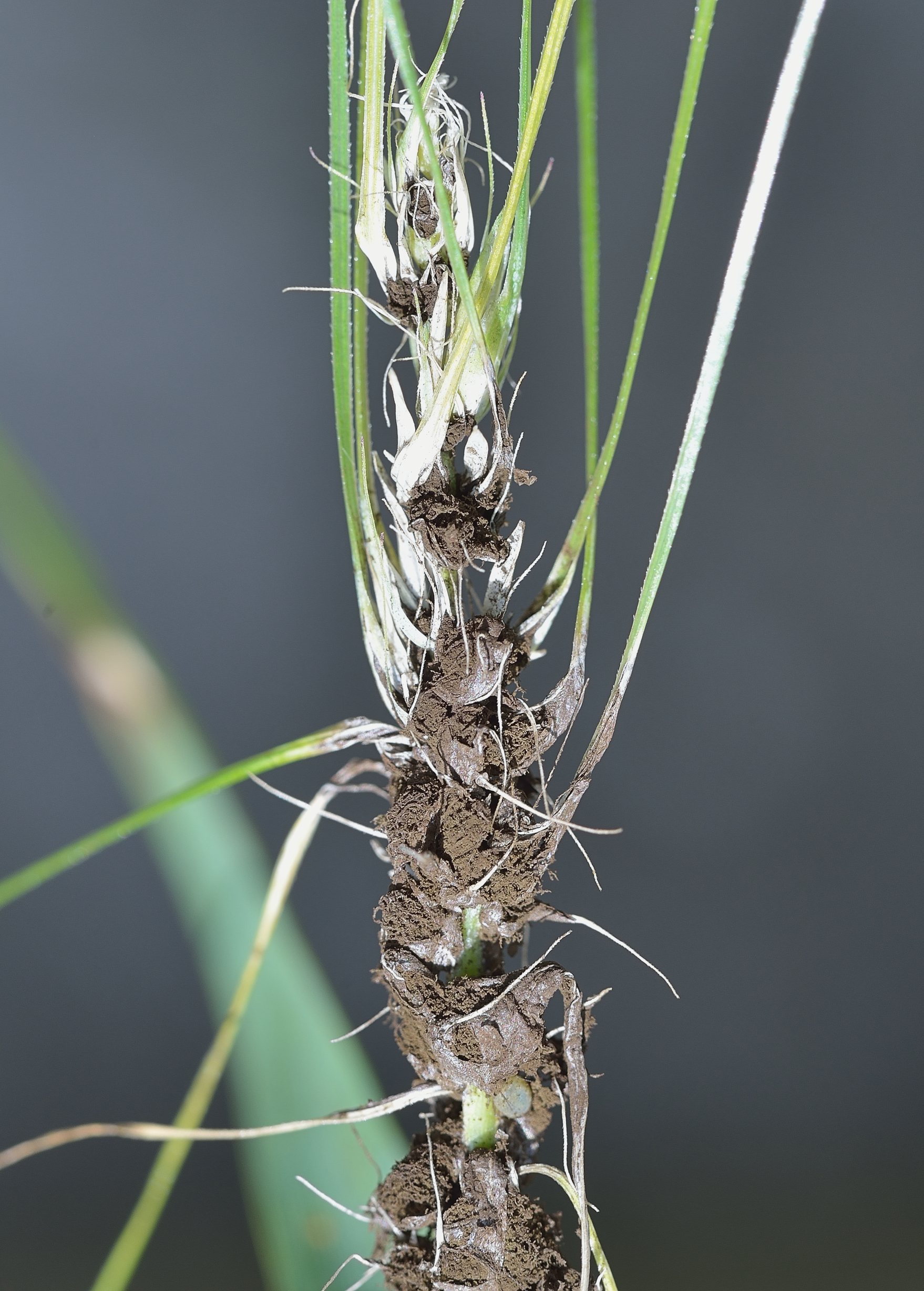
Zainfekowane kłosy jęczmienia z teliosporami

Głownia pyląca jęczmienia – grzybowa chorobajęczmienia wywoływana przez Ustilago nuda zaliczany do rodziny głowniowatych (Ustilaginaceae).

## Występowanie i szkodliwość
Choroba znana jest od dawna we wszystkich rejonach uprawy jęczmienia, w których nie stosuje się zaprawiania nasion. Uważana jest za najgroźniejszą chorobę jęczmienia i może zmniejszyć plon do 20%. Powoduje także pogorszenie jego jakości, co jest szczególnie istotne, gdy ziarno to jest wykorzystywane w browarach. Straty plonu ziarna są wprost proporcjonalne do ilości chorych roślin. Na plantacjach nasiennych choroba powoduje nie tylko zmniejszenie plonu, ale także zakażenie ziaren.

## Objawy
Pierwsze objawy tej choroby są widoczne dopiero w trakcie kłoszenia, kiedy z pochew liściowych wydostają się ciemnobrunatne kłosy. Kłoski zainfekowanych roślin są zamienione w skupienia teliospor otoczonych srebrzystą delikatną osłonką. Wzajemne ocieranie roślin powoduje pęknięcie osłonki i roznoszenie teliospor przez wiatr. Ich zarodnikowanie trwa kilka dni, potem już tylko nieliczne teliospory można zobaczyć w załamaniach osadki kłosa. Chore kłosy wystają powyżej kłosów zdrowych.
Niemal takie same objawy u pszenicy spowodowane są przez grzyb Ustilago tritici, wywołujący głownię pylącą pszenicy.

## Etiologia
Kłosy chorych roślin nieco wcześniej niż zdrowych wydostają się z pochew liściowych, co umożliwia teliosporom zarażenie zdrowych kłosów. Optymalne warunki do zakażenia to: duża wilgotność powietrza i temperatura 16-22° C. Wiatr może przenosić teliospory na odległość do kilkudziesięciu metrów.

## Ochrona
- Zaprawianie nasion fungicydami oksatinokarboksyamidowymi (karboksyna), triazolowymi (np. triadimedol i tebukonazol) oraz innymi, które wnikają do ziarna[1]. Zaprawianie ziarna jest bardzo ważne w zwalczaniu tej choroby – zakażone ziarno niczym bowiem nie odróżnia się od ziarna zdrowego. Nawet jeśli na polu uprawnym nie występowały objawy tej choroby, to wiatr mógł przynieść teliospory z innych pól[2].

- Stosowanie właściwego płodozmianu – szczególnie ważne jest zachowanie przerwy w uprawie jęczmienia po sobie na tym samym polu[2].